# Ptochophyle subminiosa
Ptochophyle subminiosa là một loài bướm đêm trong họ Geometridae.